# Umm al-Bawaki
Umm al-Bawaki – miasto i gmina w Algierii, stolica prowincji Umm al-Bawaki. W 2008 liczyło 67 201 mieszkańców.